# ISO 639:art
art é o código coletivo de língua ISO 639-2 para as línguas artificiais que não têm seu próprio código. 
Isto inclui
- Slovio

Línguas que têm seu próprio código
- afh Afrihili
- epo Esperanto
- ido Ido
- ile Interlingue
- ina Interlingua
- jbo Lojban
- tlh Klingon
- vol Volapük